# MFB (Bologna)
MFB is een historisch merk van motorfietsen.
Telaimotor, Bologna (1957-1964).
Italiaans merk dat lichte motorfietsen maakte met tweetaktblokjes van 48- tot 124 cc en 174 cc kopklepmotor. Mogelijk is er verband met de Telai-fabriek die in Turijn was gevestigd. Andere merken met deze naam zijn:
- MFB (Duitsland);
- MFB (Hamburg);
- MFB (Baarn).